# Esteve Molist i Pol
Esteve Molist i Pol (Vic, Osona, 1923-) és un advocat, periodista i escriptor osonenc.
Va ser el primer director de Revista, i va treballar com a crític literari tant a El Correo Catalán com al Diario de Barcelona. Administrador general del grup La Vanguardia.

## Obres
- Discursos políticos de Demóstenes (1955)
- El Diario de Barcelona (1964)
- Enciclopedia de la Mitología (1966).